# Jakaya Kikwete
Jakaya Mrisho Kikwete (Msoga, Bagamoyo , 7 de outubro de 1950) é um político tanzaniano, que foi Presidente da República Unida da Tanzânia entre 2005 e 2015.  Kikwete também foi o presidente da União Africana, de 31 de janeiro de 2008 até 2 de fevereiro de 2009.

## Vida pessoal e formação acadêmica
Jakaya Mrisho Kikwete nasceu em Msoga, distrito de Bagamoyo, na Tanzânia. Kikwete foi líder estudantil nos ensinos fundamental, médio e superior. Estudou na Escola Tengeru, na Escola Secundária Kibaha e na Escola Secundária de Tanga. Formou-se em Economia pela Universidade de Dar es Salaam no ano de 1975. É casado com Salma Kikwete, com quem tem oito filhos.

## Carreira política
Em 2010, concorreu a um segundo mandato, pelo Partido Revolucionário, CCM - Chama Cha Mapinduzi. Conseguiu se reeleger, obtendo 61,17% dos votos, onde governou o país por mais cinco anos. O presidente reeleito teve uma ampla vitória contra seus dois principais rivais, o candidato do partido Chadema, Wilbrod Slaa, que conseguiu 26,34%, e o da Frente Cívica Unida (CUF), Ibrahim Haruna Lipumba, que obteve 8,06%.